# Le due orfanelle (film 1919)
Le due orfanelle è un film del 1919 diretto da Edoardo Bencivenga.